# Eisenbahnunfall von Stockton
Bei dem Eisenbahnunfall von Stockton entgleiste am 4. August 1944 bei  Stockton, Georgia, USA ein Personenzug, die entgleisten Wagen trafen einen wartenden Güterzug, der in der Gegenrichtung verkehrte. 47 Menschen starben.

## Ausgangslage
Der Unfall ereignete sich auf einer eingleisigen Strecke der Atlantic Coast Line Railroad. Die Strecke war ein Jahr vor dem Unfall gründlich untersucht worden, ohne dass ein Fehler an der Gleisanlage festgestellt worden war. Ein Reisezug befuhr die Strecke an diesem Tag.

## Unfallhergang
Unter dem fahrenden Zug kam es zu einem Schienenbruch. Dessen neunter und zehnter Wagen entgleisten. Während der neunte Wagen, ein Pullmann-Schlafwagen, dabei nahezu unbeschädigt blieb und innerhalb des eigenen Lichtraumprofils zum Stehen kam, wurde der nachfolgende, dicht mit Eisenbahnarbeitern besetzte, gegen die im Ausweichgleis wartende Lokomotive eines Güterzugs geworfen. Dessen Lokführer erlitt Verbrühungen.

## Folgen
47 Menschen starben, 36 wurden darüber hinaus verletzt. Alle Opfer hatten sich in dem letzten Wagen aufgehalten. Von den Reisenden des Pullman-Schlafwagens wurde dagegen keiner verletzt.